# ターナー賞

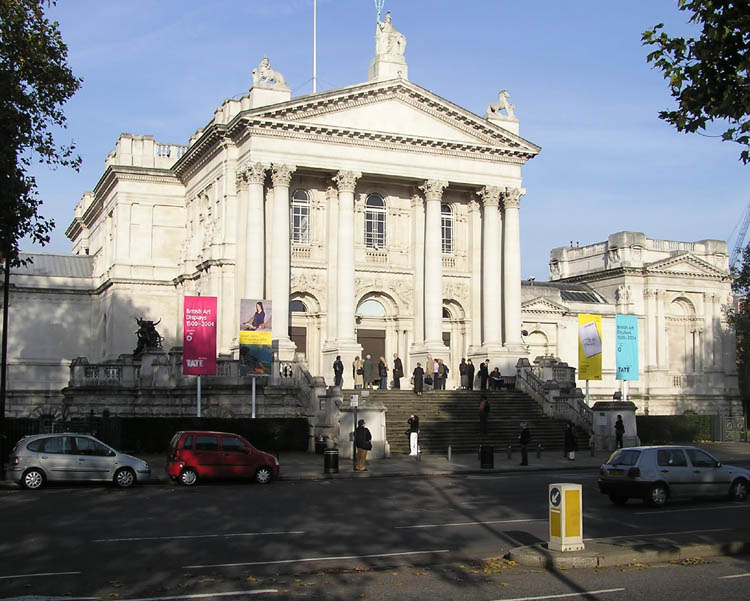
ターナー賞展の舞台となるテート・ブリテン

ターナー賞（ターナーしょう、Turner Prize）は、イギリス人もしくはイギリス在住の美術家に対して毎年贈られる賞。19世紀イギリスのロマン主義の画家J.M.W.ターナーの名にちなむ。 1991から2016年までは50歳以下の美術家を対象としていたが、アーティストは年齢に関わらず作品のブレークスルーを経験するという理由から、現在は年齢制限がない。
国立の美術館・テートが組織する賞で、毎年春に、顕著な活躍をしているイギリスの美術家の中から4人がノミネートされる。ノミネート者の作品が展示されるターナー賞展は、毎年晩秋から冬にかけてロンドンのテート・ブリテンで（2007年は欧州文化首都を記念してリバプールのテート・リバプールで、2011年はゲーツヘッドのバルティック現代美術センターで）開催され、会期中にターナー賞受賞者の発表および授賞式典が行われる。

## 歴史
ターナー賞は1984年に開始されたがさほど世間の関心を集めず、1990年にスポンサーの撤退でいったん中止された。テートの館長であるニコラス・セロタ卿（Nicholas Serota）が1991年にノミネート者の年齢制限やテレビ局との協力など大きく見直しを行って以来、ターナー賞は刺激的な若い作家が多数受賞するイベントとなり、世界の美術業界だけでなく普通のイギリス国民にも注目される美術賞となってきている。2000年代に入りコンセプチュアル・アーティストが受賞する傾向があるが、作品の媒体は限られておらず、画家や彫刻家もこれまでに受賞している。
2004年以来、賞金は4万ポンドとなっていたが、2008年は2万5000ポンド。毎回異なったスポンサー企業がついているが、1990年代からはテレビ局のチャンネル4やジンで有名なゴードンズが常連となっている。授賞式はチャンネル4で中継され、ミュージシャンや俳優、文化人などの有名人が多数出席し各メディアで大きく報じられる。賞も有名人から授与される。

## 議論

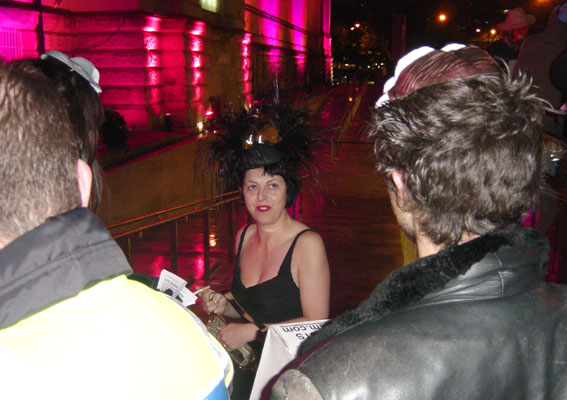
2005年の授賞式典に出席するイギリスの名物編集者・スタイリストのイザベラ・ブロウ（Isabella Blow）。手前はターナー賞への抗議活動家たち

ターナー賞をめぐっては論争が非常に多い。ノミネート作品の話題やノミネート作品をきっかけにした政治討論など、現代美術の話題がイギリス市民の話題に上るようになるなどターナー賞は美術を身近なものにした。一方で美術のゴシップ化や政治問題化、美術家の芸能人化などが批判されることもある。
展覧会に出品される作品をめぐる観客やマスコミからの批判も過去に多くあった。ターナー賞にノミネートされたダミアン・ハーストのホルマリン漬けのサメの作品、トレーシー・エミンのコンドームやタバコや日用品が散乱しただらしない自分のベッドを再現した『マイ・ベッド』などは非難を浴びた。
また別の方向から非難を浴びることもある。政府筋（例えば文化・メディア・スポーツ省政務次官だったキム・ハウエルズが2002年にターナー賞を非難した）、出席したゲスト（マドンナによる悪態）、審査員（リン・バーバーが新聞に寄稿した記事）による批判などがその一例である。さらに毎年、各種アーティストによるターナー賞に対する抗議活動も行われている。1990年代初頭の「Kファウンデーション」（KLFのメンバーらによるもの）による攻撃や「スタッキズム」（1990年代以来のヤング・ブリティッシュ・アーティストやサーチ・ギャラリー主導のイギリス現代美術の路線に対抗する運動）などのデモや抗議活動のほか、派手なターナー賞に対抗して異なる美的価値から別の賞を行うグループもある。
1999年にはターナー賞を諷刺する賞としてターニップ賞が作られた。これは全く努力をせずに作られた現代アートの作品に贈られるユーモアの賞である。

## 受賞者一覧
- 1984年 - マルコム・モーリー （Malcolm Morley）　絵画 （油彩）
- 1985年 - ハワード・ホジキン （Howard Hodgkin）　絵画 （油彩）
- 1986年 - ギルバート&ジョージ （Gilbert and George）　フォトモンタージュ
- 1987年 - リチャード・ディーコン （Richard Deacon）　立体 （合板やビニールなどを構成したもの）
- 1988年 - トニー・クラッグ （Tony Cragg）　立体 （ミクストメディア）
- 1989年 - リチャード・ロング （Richard Long）　ミクストメディア （泥と水）
- 1990年 - スポンサーがなく中止
- 1991年 - アニッシュ・カプーア （Anish Kapoor）　立体 （砂岩と顔料）
- 1992年 - グレンヴィル・ダヴィー （Grenville Davey）　立体 （鉄）
- 1993年 - レイチェル・ホワイトリード （Rachel Whiteread）　インスタレーション （家にコンクリートを流し込み外側の家を解体したもの）
- 1994年 - アントニー・ゴームリー （Antony Gormley）　立体 （鋳鉄による人型）
- 1995年 - ダミアン・ハースト （Damien Hirst）　立体 （ホルマリン漬けにした牛と子牛）
- 1996年 - ダグラス・ゴードン （Douglas Gordon）　ビデオ・インスタレーション
- 1997年 - ジリアン・ウェアリング （Gillian Wearing）　ビデオ・インスタレーション
- 1998年 - クリス・オフィリ （Chris Ofili）　絵画 （キャンバスに油彩、アクリル、フォトコラージュ、象の糞）
- 1999年 - スティーヴ・マックイーン （Steve McQueen）　ビデオ・インスタレーション
- 2000年 - ヴォルフガング・ティルマンス （Wolfgang Tillmans）　写真によるインスタレーション
- 2001年 - マーティン・クリード （Martin Creed）　インスタレーション
- 2002年 - キース・タイソン （Keith Tyson）　ドローイングや立体によるインスタレーション
- 2003年 - グレイソン・ペリー （Grayson Perry）　花瓶
- 2004年 - ジェレミー・デラー （Jeremy Deller）　ドキュメンタリー・ビデオ
- 2005年 - サイモン・スターリング （Simon Starling）　立体
- 2006年 - トマ・アブツ （Tomma Abts）　絵画
- 2007年 - マーク・ ウォリンジャー （Mark Wallinger）　インスタレーション
- 2008年 - マーク・レッキー （Mark Leckey）　映像
- 2009年 - リチャード・ライト （Richard Wright）　絵画（フレスコ画の技法を用いた抽象画）
- 2010年 - スーザン・フィリップス （Susan Philipsz）　サウンド・インスタレーション
- 2011年 - マーティン・ボイス（Martin Boyce）　彫刻、インスタレーション
- 2012年 - エリザベス・プライス（Elizabeth Price）　ビデオ・インスタレーション
- 2013年 - ロール・プルーヴォ（Laure Prouvost）　ビデオ・インスタレーション
- 2014年 - ダンカン・キャンベル（Duncan Campbell）　映像
- 2015年 - アッセンブル（Assemble）　アーティスト・コレクティブ（アート・デザイン・彫刻）によるプロジェクト
- 2016年 - ヘレン・マルテン（Helen Marten）
- 2017年 - ルバイナ・ヒミッド（Lubaina Himid）
- 2018年 - シャルロット・プロジャー（Charlotte Prodger）
- 2019年 - ローレンス・アブ・ハムダーン、ヘレン・カモック、オスカー・ムリーロ、タイ・シャニら最終候補4名によるコレクティヴ（Collective by the four nominated artists: Lawrence Abu Hamdan, Helen Cammock, Oscar Murillo, and Tai Shani)
- 2020年 - （コロナウイルス禍のため中止）
- 2021年 - アレイ・コレクティヴ (Array Collective)
- 2022年 - ヴェロニカ・ライアン（Veronica Ryan）